# Linum chamissonis
Linum chamissonis är en linväxtart som beskrevs av Christian Julius Wilhelm Schiede. Linum chamissonis ingår i släktet linsläktet, och familjen linväxter. Inga underarter finns listade i Catalogue of Life.